# Belgien-Rundfahrt
Die Belgien-Rundfahrt (frz. Tour de Belgique, ndl. Ronde van België z. Zt. offiziell Baloise Belgium Tour) ist ein in Belgien veranstaltetes Etappenrennen im Straßenradsport.
Die Belgien-Rundfahrt wird seit 1908 mit einigen Unterbrechungen jährlich ausgetragen. Damit ist sie nach der Tour de France die zweitälteste Landesrundfahrt. Während der Weltkriege fand das Rennen nicht statt. Im Zeitraum zwischen 1982 und 2001 wurde die Belgien-Rundfahrt nur unregelmäßig veranstaltet. Seit 2002 findet sie wieder ohne Unterbrechung statt. Als 2005 die ProTour eingeführt wurde, wurde das Etappenrennen in die UCI Europe Tour aufgenommen und in die Kategorie 2.1 eingestuft.

## Palmarès
- 2025  Filippo Baroncini
- 2024  Søren Wærenskjold
- 2023  Mathieu van der Poel
- 2022  Mauro Schmid
- 2021  Remco Evenepoel
- 2020 ausgefallen wegen COVID-19-Pandemie
- 2019  Remco Evenepoel
- 2018  Jens Keukeleire
- 2017  Jens Keukeleire
- 2016  Dries Devenyns
- 2015  Greg Van Avermaet
- 2014  Tony Martin
- 2013  Tony Martin
- 2012  Tony Martin
- 2011  Philippe Gilbert
- 2010  Stijn Devolder
- 2009  Lars Boom
- 2008  Stijn Devolder
- 2007  Wladimir Gussew
- 2006  Maarten Tjallingii
- 2005  Tom Boonen
- 2004  Sylvain Chavanel
- 2003  Michael Rogers
- 2002  Bart Voskamp
- 1991–2001 nicht ausgetragen
- 1990  Frans Maassen
- 1989  Sean Yates
- 1988  Frans Maassen
- 1986  Nico Emonds
- 1985  Ludo Peeters
- 1984  Eddy Planckaert
- 1982–1983 nicht ausgetragen
- 1981  Ad Wijnands
- 1980  Gerrie Knetemann
- 1979  Daniel Willems
- 1978  André Dierickx
- 1977  Walter Planckaert
- 1976  Michel Pollentier
- 1975  Freddy Maertens
- 1974  Roger Swerts
- 1973  Leif Mortensen
- 1972  Roger Swerts
- 1971  Eddy Merckx
- 1970  Eddy Merckx
- 1969  Erik De Vlaeminck
- 1968  Wilfried David
- 1967  Carmine Preziosi
- 1966  Vittorio Adorni
- 1965  Jean Stablinski
- 1964  Benoni Beheyt
- 1963  Peter Post
- 1962  Noël Foré
- 1961  Rik Van Looy
- 1960  Alfons Sweeck
- 1959  Armand Desmet
- 1958  Noël Foré
- 1957  Pino Cerami
- 1956  André Vlayen
- 1955  Alex Close
- 1954  Henri Van Kerckhove
- 1953  Florent Rondelé
- 1952  Henri Van Kerckhove
- 1951  Lucien Mathys
- 1950  Albert Dubuisson
- 1949  Ernest Sterckx
- 1948  Stan Ockers
- 1947  Maurice Van Herzele
- 1946  Albert Ramon
- 1945  Norbert Callens
- 1940–1944 nicht ausgetragen
- 1939  Joseph Somers
- 1938  François Neuville
- 1937  Adolphe Braeckeveldt
- 1936  Émile Decroix
- 1935  Jef Moerenhout
- 1934  François Gardier
- 1933  Jean Aerts
- 1932  Léon Louyet
- 1931  Maurice De Waele
- 1930  Émile Joly
- 1929  Armand Van Brueane
- 1928  Jules Vanhevel
- 1927  Paul Matton
- 1926  Jean De Busschere
- 1925  Denis Verschueren
- 1924  Félix Sellier
- 1923  Émile Masson senior
- 1922  René Vermandel
- 1921  René Vermandel
- 1920  Louis Mottiat
- 1919  Émile Masson senior
- 1915–1918 nicht ausgetragen
- 1914  Louis Mottiat
- 1913  Dieudonné Gauthy
- 1912  Odiel Defraeye
- 1911  René Vandenberghe
- 1910  Jules Masselis
- 1909  Paul Duboc
- 1908  Lucien Petit-Breton